# Ibn Baixkuwal
Abu-l-Qàssim Khàlaf ibn Abd-al-Màlik ibn Massud ibn Mussa ibn Baixkuwal ibn Yússuf ibn Daha ibn Daqa ibn Nasr ibn Abd-al-Karim ibn Wàqid al-Ansarí (àrab: أبو القاسم خلف الأنصاري الخزرجي بن عبد الملك الأندلسي القرطبي, Abū l-Qāsim Ḥalaf al-Anṣārī al-Ḫazrajī b. ʿAbd al-Mālik al-Andalusī al-Qurṭubī), més conegut simplement com Ibn Baixkuwal (àrab: ابن بشكوال, Ibn Baxkuwāl, literalment ‘Fill de Pasqual’), fou un escriptor andalusí originari de Sorrión, lloc desconegut de la vega de València (no Sarrión a Terol), nascut a Còrdova el 1101. Va escriure biografies dels homes de lletres dels segles xi i xii. Va morir a Sorrión el 5 de gener de 1183.